# Montesano Salentino
Montesano Salentino es una localidad italiana de la provincia de Lecce, región de Puglia, con 2.749 habitantes.

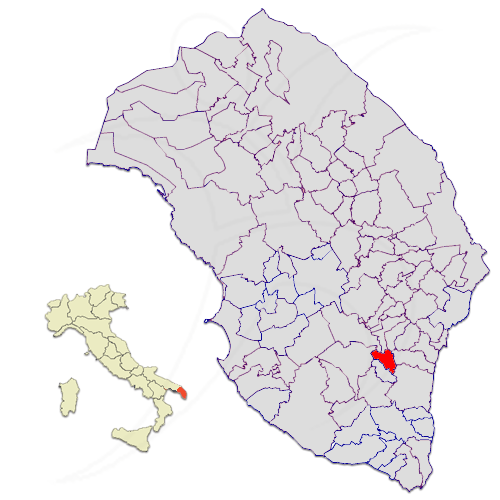
Ubicación de la ciudad de Montesano Salentino dentro de la provincia de Lecce.

## Evolución demográfica
| Gráfica de evolución demográfica de Montesano Salentino entre 1861 y 2021 |
|                                                                           |
| Fuente ISTAT - elaboración gráfica de Wikipedia                           |